# Осмонд, Флорис
Флорис Осмонд (фр. Floris Osmond; 10 марта 1849, Париж — 18 июня 1912, Сен-Лё, близ Парижа) — французский учёный, инженер-металлург и металловед. Известен, как один из основоположников металлографии. Создатель новой области химии — металлические сплавы.

## Биография
После окончания в 1872 году училища гражданских инженеров в Париже работал на металлургических заводах в Ле-Крёзо и в лабораториях Сорбонны с бессемеровскими и мартеновскими установками, где проводил исследования в области металлографии.
С 1880 по 1884 год был руководителем химической лаборатории в Крезо, где начал свои микроскопические исследования железа и стали.
Развивая научное направление русского учёного Д. К. Чернова, выдвинул в 1885 году вместе с Жаном Вертом (Jean Werth) клеточную теорию строения литой стали. Применив термоэлектрический пирометр, определил (1888) открытые в 1868 году Черновым критической точки железа и его сплавов с углеродом. Значительно улучшил технику микроскопической металлографии.
В 1909 году разработал номенклатуру структурных составляющих стали и чугуна. Построил диаграмму превращения сплавов системы Fe-Ni и указал на их связь со структурой метеоритов. Ряд работ учёного посвящён сплавам серебра, меди и золота.
Назвал несколько Термодинамических фаз, которые встречаются в микроструктурах железа и стали, таких как мартенсит, в честь А. Мартенса . В честь английского учёного Г. К. Сорби (1826—1908) им назван Сорбит, а также Цементит.
В 1912 году был избран почётным членом Русского металлургического общества. После смерти завещал большую часть своего состояния благотворительным фондам и на общественные работы.